# Campeonato Nacional B 1994-95
El Torneo Nacional B 1994-1995 fue la novena temporada de la Primera B Nacional, la segunda categoría del fútbol argentino. Fue disputado entre el 27 de agosto de 1994 y el 29 de julio de 1995.
Se incorporaron a la categoría Estudiantes de La Plata y Gimnasia y Tiro (S), descendidos de la Primera División; Chacarita Juniors, campeón de la Primera B, Godoy Cruz Antonio Tomba, campeón del Torneo del Interior y Los Andes, ganador del Torneo reducido de la Primera.
El campeón fue Estudiantes de La Plata, que se coronó cinco fechas antes de finalizar el torneo con puntaje récord. Colón obtuvo el segundo ascenso por medio del Torneo reducido.
Asimismo, descendieron Talleres (RdE), Deportivo Laferrere y Deportivo Italiano, todos ellos a la Primera B Metropolitana, por medio de la tabla de promedios.

## Ascensos y descensos
| Promedio | Descendidos del Nacional B 1993-94 |
| -------- | ---------------------------------- |
| 20.º     | Chaco For Ever                     |
| 21.º     | Sarmiento (Junín)                  |
| 22.º     | Ituzaingó                          |

| Posición            | Ascendidos al Nacional B 1994-95 |
| ------------------- | -------------------------------- |
| 1.º                 | Chacarita Juniors                |
| Gan. Red.           | Los Andes                        |
| Torneo del Interior | Godoy Cruz                       |

| Posición  | Ascendidos a la Primera División 1994-95 |
| --------- | ---------------------------------------- |
| 1.º       | Gimnasia y Esgrima de Jujuy              |
| Gan. Red. | Talleres (Córdoba)                       |

| Promedio | Descendidos de la Primera División 1993-94 |
| -------- | ------------------------------------------ |
| 19.º     | Estudiantes de La Plata                    |
| 20.º     | Gimnasia y Tiro (Salta)                    |

## Equipos participantes
| Equipo                  | Ciudad               | Estadio                          | Capacidad |
| ----------------------- | -------------------- | -------------------------------- | --------- |
| All Boys                | Buenos Aires         | Islas Malvinas                   | 12 000    |
| Almirante Brown         | Isidro Casanova      | Fragata Presidente Sarmiento     | 25 000    |
| Arsenal                 | Sarandí              | Arsenal                          | 5.900     |
| Atlético de Rafaela     | Rafaela              | Nuevo Monumental                 | 14 660    |
| Atlético Tucumán        | Tucumán              | Monumental José Fierro           | 29 200    |
| Central Córdoba (R)     | Rosario              | Gabino Sosa                      | 10 000    |
| Chacarita Juniors       | Villa Maipú          | Chacarita Juniors                | 18 000    |
| Colón                   | Santa Fe             | Brigadier Estanislao López       | 30 700    |
| Deportivo Laferrere     | Laferrere            | Ciudad de Laferrere              | 10 000    |
| Deportivo Morón         | Morón                | Francisco Urbano                 | 19 000    |
| Douglas Haig            | Pergamino            | Miguel Morales                   | 16 000    |
| Estudiantes de La Plata | La Plata             | Jorge Luis Hirschi               | 28 000    |
| Gimnasia y Tiro         | Salta                | Gigante del Norte                | 25 000    |
| Godoy Cruz              | Godoy Cruz           | Feliciano Gambarte               | 15 000    |
| Instituto               | Córdoba              | Juan Domingo Perón               | 26 000    |
| Los Andes               | Lomas de Zamora      | Eduardo Gallardón                | 33 542    |
| Nueva Chicago           | Buenos Aires         | Nueva Chicago                    | 25 000    |
| Quilmes                 | Quilmes              | Guido y Sarmiento                | 30 000    |
| San Martín              | Tucumán              | La Ciudadela                     | 23 500    |
| Sportivo Italiano       | Ciudad Evita         | No posee                         |           |
| Talleres (RdE)          | Remedios de Escalada | Talleres de Remedios de Escalada | 16 000    |
| Unión                   | Santa Fe             | 15 de Abril                      | 28 000    |

### Distribución geográfica de los equipos
| Región                                   | Cant. | Equipos |
| ---------------------------------------- | ----- | --- |
| Conurbano bonaerense                     | 9     | Almirante Brown, Arsenal, Chacarita Juniors, Deportivo Italiano, Deportivo Laferrere, Deportivo Morón, Los Andes, Quilmes y Talleres (RdE) |
| Provincia de Santa Fe                    | 4     | Atlético de Rafaela, Central Córdoba (R), Colón y Unión                                                                                    |
| Ciudad de Buenos Aires                   | 2     | All Boys y Nueva Chicago |
| Provincia de Tucumán                     | 2     | Atlético Tucumán y San Martín |
| Ciudad de La Plata                       | 1     | Estudiantes |
| Interior de la provincia de Buenos Aires | 1     | Douglas Haig |
| Provincia de Córdoba                     | 1     | Instituto |
| Provincia de Mendoza                     | 1     | Godoy Cruz |
| Provincia de Salta                       | 1     | Gimnasia y Tiro |

## Formato

### Competición
Se disputó un torneo de 42 fechas por el sistema de todos contra todos a dos ruedas, ida y vuelta.

### Ascensos
El campeón ascendió a la Primera División. Por su parte, los equipos ubicados entre el segundo y el octavo puesto, así como el campeón de la Primera B disputaron un Torneo reducido por eliminación directa. El ganador ascendió junto con el campeón.

### Descensos
Fueron definidos mediante una tabla de promedios determinados por el cociente entre los puntos obtenidos y los partidos jugados en las tres últimas temporadas. Los que ocuparon los tres últimos puestos descendieron a la tercera categoría, según correspondiera.

## Tabla de posiciones final
| Pos | Equipos                 | Pts | PJ | PGT | PET | PPT | PGL | PEL | PPL | PGV | PEV | PPV | GF | GC | Dif |
| --- | ----------------------- | --- | -- | --- | --- | --- | --- | --- | --- | --- | --- | --- | -- | -- | --- |
| 1   | Estudiantes de La Plata | 65  | 42 | 27  | 11  | 4   | 17  | 4   | 0   | 10  | 7   | 4   | 86 | 34 | 52  |
| 2   | Atlético de Rafaela     | 54  | 42 | 21  | 12  | 9   | 15  | 5   | 1   | 6   | 7   | 8   | 68 | 38 | 30  |
| 3   | Colón                   | 52  | 42 | 20  | 12  | 10  | 16  | 3   | 2   | 4   | 9   | 8   | 73 | 44 | 29  |
| 4   | Godoy Cruz              | 50  | 42 | 20  | 10  | 12  | 14  | 4   | 3   | 6   | 6   | 9   | 68 | 49 | 19  |
| 5   | San Martín (T)          | 48  | 42 | 20  | 8   | 14  | 14  | 5   | 2   | 6   | 3   | 12  | 68 | 50 | 18  |
| 6   | Gimnasia y Tiro (S)     | 48  | 42 | 17  | 14  | 11  | 12  | 7   | 2   | 5   | 7   | 9   | 51 | 49 | 2   |
| 7   | Quilmes                 | 45  | 42 | 13  | 19  | 10  | 8   | 9   | 4   | 5   | 10  | 6   | 48 | 40 | 8   |
| 8   | All Boys                | 45  | 42 | 16  | 13  | 13  | 12  | 5   | 4   | 4   | 8   | 9   | 66 | 63 | 3   |
| 9   | Douglas Haig            | 45  | 42 | 15  | 15  | 12  | 11  | 6   | 4   | 4   | 9   | 8   | 45 | 42 | 3   |
| 10  | Unión 1                 | 44  | 42 | 17  | 12  | 13  | 11  | 5   | 5   | 6   | 7   | 8   | 70 | 54 | 16  |
| 11  | Instituto               | 43  | 42 | 14  | 15  | 13  | 9   | 8   | 4   | 5   | 7   | 9   | 68 | 70 | -2  |
| 12  | Nueva Chicago           | 41  | 42 | 14  | 13  | 15  | 10  | 7   | 4   | 4   | 6   | 11  | 55 | 61 | -6  |
| 13  | Deportivo Morón         | 41  | 42 | 12  | 17  | 13  | 8   | 9   | 4   | 4   | 8   | 9   | 43 | 49 | -6  |
| 14  | Chacarita Juniors       | 40  | 42 | 10  | 20  | 12  | 8   | 8   | 5   | 2   | 12  | 7   | 51 | 55 | -4  |
| 15  | Los Andes               | 39  | 42 | 14  | 11  | 17  | 11  | 3   | 7   | 3   | 8   | 10  | 47 | 48 | -1  |
| 16  | Central Córdoba (R)     | 39  | 42 | 12  | 15  | 15  | 6   | 11  | 4   | 6   | 4   | 11  | 50 | 56 | -6  |
| 17  | Almirante Brown         | 39  | 42 | 13  | 13  | 16  | 10  | 6   | 5   | 3   | 7   | 11  | 48 | 57 | -9  |
| 18  | Arsenal                 | 36  | 42 | 9   | 18  | 15  | 6   | 12  | 3   | 3   | 6   | 12  | 47 | 61 | -14 |
| 19  | Deportivo Italiano      | 32  | 42 | 10  | 12  | 20  | 8   | 8   | 5   | 2   | 4   | 15  | 39 | 53 | -14 |
| 20  | Atlético Tucumán        | 32  | 42 | 9   | 14  | 19  | 8   | 9   | 4   | 1   | 5   | 15  | 45 | 67 | -22 |
| 21  | Deportivo Laferrere     | 23  | 42 | 5   | 13  | 24  | 4   | 8   | 9   | 1   | 5   | 15  | 29 | 82 | -53 |
| 22  | Talleres (RdE)          | 21  | 42 | 6   | 9   | 27  | 3   | 6   | 12  | 3   | 3   | 15  | 26 | 69 | -43 |

|  |                                       |
|  | Campeón. Ascendió a Primera División. |
|  | Clasificados al Torneo reducido.      |

1 Se le descontaron dos puntos tras los incidentes en el partido contra Instituto.

## Resultados
| 1ª  | fechas                      | 22ª |
| 1-0 | Godoy Cruz-Atl.Tucumán      | 1-1 |
| 0-0 | Laferrere-Colón             | 1-5 |
| 1-0 | Italiano-Central Cba.(Ros)  | 0-0 |
| 2-0 | Atl.Rafaela-Douglas Haig    | 3-1 |
| 1-1 | Arsenal-All Boys            | 4-0 |
| 0-2 | Los Andes-Morón             | 1-3 |
| 1-2 | Chacarita-Talleres (RE)     | 0-2 |
| 1-4 | Unión-Alm.Brown             | 0-2 |
| 1-0 | San Martín (T)-Gimn. y Tiro | 1-3 |
| 2-2 | Instituto-Estudiantes (LP)  | 0-1 |
| 0-0 | Chicago-Quilmes             | 1-1 |

| 4ª  | fechas                      | 25ª |
| 2-1 | Alm.Brown-Atl.Rafaela       | 1-1 |
| 1-1 | Morón-Instituto             | 0-0 |
| 0-0 | All Boys-Italiano           | 2-2 |
| 2-0 | Douglas Haig-Chicago        | 2-1 |
| 0-0 | Central Cba.(Ros)-Laferrere | 0-0 |
| 1-2 | Quilmes-Atl.Tucumán         | 2-0 |
| 0-2 | Talleres (RE)-Colón         | 1-2 |
| 0-1 | Unión-Godoy Cruz            | 1-1 |
| 3-1 | San Martín (T)-Los Andes    | 1-2 |
| 1-0 | Gimn. y Tiro-Arsenal        | 0-1 |
| 1-1 | Estudiantes (LP)-Chacarita  | 2-2 |

| 7ª  | fechas                          | 28ª |
| 1-0 | Atl.Tucumán-Douglas Haig        | 0-2 |
| 1-0 | Godoy Cruz-Quilmes              | 0-1 |
| 1-1 | Talleres (RE)-Central Cba.(Ros) | 0-3 |
| 0-1 | Colón-Estudiantes (LP)          | 1-5 |
| 0-2 | Laferrere-All Boys              | 0-3 |
| 3-1 | Chicago-Alm.Brown               | 3-3 |
| 1-1 | Italiano-Gimn. y Tiro           | 0-0 |
| 2-2 | Instituto-San Martín (T)        | 0-3 |
| 2-2 | Atl.Rafaela-Unión               | 1-0 |
| 2-2 | Arsenal-Los Andes               | 0-2 |
| 0-1 | Chacarita-Morón                 | 2-2 |

| 10ª | fechas                             | 31ª |
| 1-1 | Atl.Rafaela-Godoy Cruz             | 0-3 |
| 0-0 | Arsenal-Instituto                  | 0-2 |
| 2-1 | Los Andes-Italiano                 | 1-0 |
| 3-1 | Unión-Chicago                      | 1-0 |
| 2-2 | Gimn. y Tiro-Laferrere             | 1-2 |
| 1-0 | Alm.Brown-Atl.Tucumán              | 1-1 |
| 3-0 | All Boys-Talleres (RE)             | 2-0 |
| 3-1 | Douglas Haig-Quilmes               | 1-1 |
| 4-0 | Estudiantes (LP)-Central Cba.(Ros) | 0-3 |
| 2-2 | San Martín (T)-Chacarita           | 1-2 |
| 0-0 | Morón-Colón                        | 0-4 |

| 13ª | fechas                     | 34ª |
| 2-0 | Central Cba.(Ros)-Morón    | 0-1 |
| 1-1 | Quilmes-Alm.Brown          | 4-0 |
| 0-0 | Talleres (RE)-Gimn. y Tiro | 0-2 |
| 0-0 | Laferrere-Los Andes        | 0-4 |
| 1-1 | Chacarita-Arsenal          | 0-0 |
| 0-0 | Chicago-Atl.Rafaela        | 0-7 |
| 3-0 | Italiano-Instituto         | 2-1 |
| 1-0 | Godoy Cruz-Douglas Haig    | 2-4 |
| 4-1 | Estudiantes (LP)-All Boys  | 1-3 |
| 3-0 | Colón-San Martín (T)       | 1-2 |
| 2-0 | Atl.Tucumán-Unión          | 1-0 |

| 16ª | fechas                           | 37ª |
| 2-1 | Atl.Rafaela-Atl.Tucumán          | 0-0 |
| 1-1 | Unión-Quilmes                    | 1-2 |
| 1-1 | Gimn. y Tiro-Estudiantes (LP)    | 0-1 |
| 4-0 | Chicago-Godoy Cruz               | 0-1 |
| 0-0 | Italiano-Chacarita               | 0-2 |
| 5-0 | Instituto-Laferrere              | 3-1 |
| 1-0 | Arsenal-Colón                    | 2-4 |
| 1-0 | Los Andes-Talleres (RE)          | 1-0 |
| 1-2 | San Martín (T)-Central Cba.(Ros) | 4-1 |
| 2-0 | Alm.Brown-Douglas Haig           | 0-1 |
| 1-1 | Morón-All Boys                   | 2-3 |

| 19ª | fechas                     | 40ª |
| 2-1 | Godoy Cruz-Alm.Brown       | 2-2 |
| 1-0 | Estudiantes (LP)-Los Andes | 1-1 |
| 1-0 | Atl.Tucumán-Chicago        | 0-1 |
| 0-0 | Morón-Gimn. y Tiro         | 0-0 |
| 1-1 | All Boys-San Martín (T)    | 1-3 |
| 3-0 | Douglas Haig-Unión         | 1-1 |
| 1-1 | Central Cba.(Ros)-Arsenal  | 2-0 |
| 0-0 | Talleres (RE)-Instituto    | 1-5 |
| 3-0 | Colón-Italiano             | 2-1 |
| 1-1 | Laferrere-Chacarita        | 2-2 |
| 1-1 | Quilmes-Atl.Rafaela        | 0-2 |

| 2ª  | fechas                    | 23ª |
| 1-0 | Alm.Brown-Los Andes       | 0-1 |
| 1-0 | Morón-Arsenal             | 1-1 |
| 2-0 | All Boys-Atl.Rafaela      | 0-2 |
| 0-3 | Central Cba.(Ros)-Chicago | 0-1 |
| 2-0 | Talleres (RE)-Laferrere   | 1-1 |
| 2-2 | San Martín (T)-Godoy Cruz | 1-2 |
| 0-0 | Quilmes-Chacarita         | 2-2 |
| 2-0 | Colón-Atl.Tucumán         | 2-3 |
| 1-3 | Gimn. y Tiro-Unión        | 1-5 |
| 1-1 | Douglas Haig-Instituto    | 0-2 |
| 4-0 | Estudiantes (LP)-Italiano | 1-1 |

| 5ª  | fechas                        | 26ª |
| 2-2 | Godoy Cruz-Talleres (RE)      | 2-1 |
| 1-2 | Laferrere-Estudiantes (LP)    | 0-5 |
| 3-0 | Chacarita-Douglas Haig        | 0-0 |
| 2-0 | Italiano-Morón                | 0-1 |
| 0-0 | Instituto-Alm.Brown           | 1-0 |
| 1-0 | Atl.Rafaela-Gimn. y Tiro      | 0-2 |
| 1-2 | Arsenal-San Martín (T)        | 0-7 |
| 1-3 | Los Andes-Unión               | 1-1 |
| 1-1 | Colón-Quilmes                 | 0-1 |
| 4-1 | Atl.Tucumán-Central Cba.(Ros) | 0-4 |
| 0-0 | Chicago-All Boys              | 0-2 |

| 8ª  | fechas                         | 29ª |
| 3-2 | All Boys-Atl.Tucumán           | 3-3 |
| 2-1 | Arsenal-Godoy Cruz             | 4-0 |
| 1-0 | Los Andes-Atl.Rafaela          | 1-1 |
| 2-2 | Unión-Instituto                | 1-4 |
| 2-1 | San Martín (T)-Italiano        | 0-3 |
| 2-3 | Gimn. y Tiro-Chicago           | 1-4 |
| 1-1 | Alm.Brown-Chacarita            | 4-2 |
| 3-0 | Morón-Laferrere                | 1-1 |
| 1-1 | Douglas Haig-Colón             | 0-0 |
| 1-2 | Central Cba.(Ros)-Quilmes      | 1-1 |
| 3-0 | Estudiantes (LP)-Talleres (RE) | 3-1 |

| 11ª | fechas                         | 32ª |
| 0-1 | Godoy Cruz-Estudiantes (LP)    | 1-3 |
| 3-0 | Colón-Alm.Brown                | 1-1 |
| 3-0 | Quilmes-All Boys               | 0-1 |
| 0-1 | Central Cba.(Ros)-Douglas Haig | 3-2 |
| 2-3 | Talleres (RE)-Morón            | 1-0 |
| 3-1 | Atl.Tucumán-Gimn. y Tiro       | 1-4 |
| 0-2 | Laferrere-San Martín (T)       | 0-1 |
| 2-2 | Chacarita-Unión                | 1-5 |
| 2-1 | Chicago-Los Andes              | 1-0 |
| 0-0 | Italiano-Arsenal               | 1-2 |
| 1-3 | Instituto-Atl.Rafaela          | 4-2 |

| 14ª | fechas                       | 35ª |
| 0-4 | Italiano-Godoy Cruz          | 2-4 |
| 1-1 | Instituto-Chicago            | 2-1 |
| 2-0 | Atl.Rafaela-Chacarita        | 4-0 |
| 1-1 | Arsenal-Laferrere            | 3-4 |
| 2-2 | Los Andes-Atl.Tucumán        | 3-0 |
| 1-2 | Unión-Colón                  | 1-3 |
| 2-1 | Gimn. y Tiro-Quilmes         | 2-2 |
| 4-1 | Alm.Brown-Central Cba.(Ros)  | 0-0 |
| 0-0 | All Boys-Douglas Haig        | 2-1 |
| 4-0 | San Martín (T)-Talleres (RE) | 2-0 |
| 1-0 | Morón-Estudiantes (LP)       | 0-3 |

| 17ª | fechas                          | 38ª |
| 2-0 | Godoy Cruz-Morón                | 1-0 |
| 1-2 | Atl.Tucumán-Instituto           | 1-4 |
| 1-0 | Estudiantes (LP)-San Martín (T) | 3-2 |
| 1-0 | Colón-Atl.Rafaela               | 0-0 |
| 1-0 | All Boys-Alm.Brown              | 3-0 |
| 1-2 | Douglas Haig-Gimn. y Tiro       | 2-2 |
| 3-3 | Central Cba.(Ros)-Unión         | 0-0 |
| 0-0 | Quilmes-Los Andes               | 1-0 |
| 0-2 | Talleres (RE)-Arsenal           | 0-4 |
| 0-0 | Laferrere-Italiano              | 1-0 |
| 3-1 | Chacarita-Chicago               | 0-1 |

| 20ª | fechas                        | 41ª |
| 1-1 | Instituto-Quilmes             | 0-0 |
| 3-2 | Atl.Rafaela-Central Cba.(Ros) | 0-1 |
| 4-3 | Unión-All Boys                | 4-1 |
| 1-0 | San Martín (T)-Morón          | 0-1 |
| 1-0 | Gimn. y Tiro-Alm.Brown        | 0-2 |
| 2-2 | Laferrere-Godoy Cruz          | 0-0 |
| 1-1 | Chacarita-Atl.Tucumán         | 2-2 |
| 1-0 | Italiano-Talleres (RE)        | 1-0 |
| 1-5 | Arsenal-Estudiantes (LP)      | 2-3 |
| 0-0 | Los Andes-Douglas Haig        | 1-1 |
| 5-3 | Chicago-Colón                 | 1-1 |

| 3ª  | fechas                      | 24ª |
| 2-3 | Godoy Cruz-Colón            | 1-2 |
| 2-1 | Laferrere-Quilmes           | 0-2 |
| 2-0 | Chacarita-Central Cba.(Ros) | 1-1 |
| 1-1 | Italiano-Douglas Haig       | 1-3 |
| 0-0 | Instituto-All Boys          | 2-6 |
| 2-1 | Atl.Rafaela-Morón           | 3-2 |
| 0-0 | Arsenal-Alm.Brown           | 3-3 |
| 3-2 | Unión-San Martín (T)        | 0-1 |
| 0-1 | Los Andes-Gimn. y Tiro      | 0-1 |
| 0-0 | Atl.Tucumán-Talleres (RE)   | 1-1 |
| 0-0 | Chicago-Estudiantes (LP)    | 1-4 |

| 6ª  | fechas                       | 27ª |
| 0-1 | Los Andes-Godoy Cruz         | 1-3 |
| 1-0 | Alm.Brown-Italiano           | 1-5 |
| 2-2 | Morón-Chicago                | 2-2 |
| 0-1 | All Boys-Chacarita           | 0-2 |
| 2-0 | Douglas Haig-Laferrere       | 1-0 |
| 1-1 | Estudiantes (LP)-Atl.Tucumán | 3-0 |
| 1-1 | Central Cba.(Ros)-Colón      | 2-0 |
| 2-1 | Quilmes-Talleres (RE)        | 1-0 |
| 1-0 | Unión-Arsenal                | 0-0 |
| 1-  | San Martín (T)-Atl.Rafaela   | 1-5 |
| 4-3 | Gimn. y Tiro-Instituto       | 2-1 |

| 9ª  | fechas                       | 30ª |
| 1-2 | Godoy Cruz-Central Cba.(Ros) | 1-2 |
| 0-1 | Quilmes-Estudiantes (LP)     | 2-2 |
| 0-1 | Talleres (RE)-Douglas Haig   | 0-1 |
| 0-3 | Laferrere-Alm.Brown          | 0-3 |
| 1-2 | Chacarita-Gimn. y Tiro       | 0-0 |
| 1-2 | Chicago-San Martín (T)       | 1-2 |
| 2-0 | Instituto-Los Andes          | 2-3 |
| 2-1 | Atl.Rafaela-Arsenal          | 1-1 |
| 3-0 | Colón-All Boys               | 3-3 |
| 1-1 | Atl.Tucumán-Morón            | 2-3 |
| 1-0 | Italiano-Unión               | 0-2 |

| 12ª | fechas                        | 33ª |
| 2-1 | Instituto-Godoy Cruz          | 1-7 |
| 2-0 | Atl.Rafaela-Italiano          | 1-1 |
| 5-1 | Unión-Laferrere               | 3-1 |
| 0-0 | Gimn. y Tiro-Colón            | 0-4 |
| 1-2 | Los Andes-Chacarita           | 1-1 |
| 0-0 | San Martín (T)-Atl.Tucumán    | 1-1 |
| 2-1 | Alm.Brown-Talleres (RE)       | 0-0 |
| 1-1 | Morón-Quilmes                 | 3-2 |
| 4-2 | All Boys-Central Cba.(Ros)    | 1-1 |
| 1-1 | Douglas Haig-Estudiantes (LP) | 0-2 |
| 3-3 | Arsenal-Chicago               | 0-0 |

| 15ª | fechas                         | 36ª |
| 1-0 | Estudiantes (LP)-Alm.Brown     | 4-1 |
| 1-0 | Godoy Cruz-All Boys            | 2-1 |
| 1-1 | Douglas Haig-Morón             | 1-1 |
| 1-1 | Central Cba.(Ros)-Gimn. y Tiro | 0-1 |
| 2-1 | Quilmes-San Martín (T)         | 0-0 |
| 0-2 | Talleres (RE)-Unión            | 3-2 |
| 1-0 | Colón-Los Andes                | 1-2 |
| 1-1 | Chicago-Italiano               | 2-1 |
| 1-1 | Atl.Tucumán-Arsenal            | 1-3 |
| 0-1 | Laferrere-Atl.Rafaela          | 0-4 |
| 5-0 | Chacarita-Instituto            | 0-3 |

| 18ª | fechas                      | 39ª |
| 1-1 | Chacarita-Godoy Cruz        | 1-3 |
| 3-3 | Instituto-Colón             | 0-4 |
| 2-2 | Gimn. y Tiro-All Boys       | 0-0 |
| 1-0 | Chicago-Laferrere           | 1-3 |
| 2-0 | Italiano-Atl.Tucumán        | 1-2 |
| 1-1 | Arsenal-Quilmes             | 1-0 |
| 2-0 | Los Andes-Central Cba.(Ros) | 1-1 |
| 0-1 | Unión-Estudiantes (LP)      | 1-1 |
| 3-0 | Atl.Rafaela-Talleres (RE)   | 0-0 |
| 2-0 | San Martín (T)-Douglas Haig | 0-1 |
| 1-1 | Alm.Brown-Morón             | 2-0 |

| 21ª | fechas                       | 42ª |
| 0-0 | Godoy Cruz-Gimn. y Tiro      | 0-2 |
| 0-0 | Morón-Unión                  | 0-1 |
| 1-0 | Douglas Haig-Arsenal         | 1-1 |
| 2-1 | Quilmes-Italiano             | 1-1 |
| 2-1 | Atl.Tucumán-Laferrere        | 1-2 |
| 0-2 | Alm.Brown-San Martín (T)     | 0-2 |
| 1-7 | All Boys-Los Andes           | 1-1 |
| 2-2 | Central Cba.(Ros)-Instituto  | 3-1 |
| 1-0 | Colón-Chacarita              | 0-1 |
| 3-1 | Estudiantes (LP)-Atl.Rafaela | 0-1 |
| 2-0 | Talleres (RE)-Chicago        | 1-2 |

## Torneo reducido por el segundo ascenso
Lo disputaron por eliminación directa a partidos de ida y vuelta, los equipos ubicados del segundo al octavo puesto de la tabla final de posiciones, a los que se agregó Atlanta, campeón de la Primera B
El ganador fue Colón.
|  | Cuartos de final    | Cuartos de final    | Cuartos de final    |   |                  | Semifinales   | Semifinales   | Semifinales   |  |  | Final         | Final         | Final         |
|  | 24 junio al 2 julio | 24 junio al 2 julio | 24 junio al 2 julio |   |                  | 8 al 16 julio | 8 al 16 julio | 8 al 16 julio |  |  | 23 y 29 julio | 23 y 29 julio | 23 y 29 julio |
|  |                     |                     |                     |   |                  |               |               |               |  |  |               |               |               |
|  | Colón (v)           | 1                   | 0                   |   |                  |               |               |               |  |  |               |               |               |
|  | All Boys            | 1                   | 0                   |   |                  |               |               |               |  |  |               |               |               |
|  | All Boys            | 1                   | 0                   |   | Colón            | 0             | 5             |               |  |  |               |               |               |
|  |                     |                     |                     |   | Colón            | 0             | 5             |               |  |  |               |               |               |
|  |                     | Godoy Cruz          | 0                   | 0 |                  |               |               |               |  |  |               |               |               |
|  | Godoy Cruz (v)      | Godoy Cruz          | 0                   | 0 | 1                | 0             |               |               |  |  |               |               |               |
|  | Godoy Cruz (v)      |                     |                     |   | 1                | 0             |               |               |  |  |               |               |               |
|  | Quilmes             | 1                   | 0                   |   |                  |               |               |               |  |  |               |               |               |
|  |                     |                     |                     |   |                  |               |               |               |  |  | Colón         | 1             | 3             |
|  |                     |                     | San Martín (T)      | 0 | 1                |               |               |               |  |  |               |               |               |
|  | Atlético Rafaela    | 1                   | 2                   |   |                  |               |               |               |  |  |               |               |               |
|  | Atlanta             | 2                   | 1                   |   |                  |               |               |               |  |  |               |               |               |
|  | Atlanta             | 2                   | 1                   |   | Atlético Rafaela | 0             | 0             |               |  |  |               |               |               |
|  |                     |                     |                     |   | Atlético Rafaela | 0             | 0             |               |  |  |               |               |               |
|  |                     | San Martín (T)      | 1                   | 0 |                  |               |               |               |  |  |               |               |               |
|  | San Martín (T)      | San Martín (T)      | 1                   | 0 | 0                | 1             |               |               |  |  |               |               |               |
|  | San Martín (T)      |                     |                     |   | 0                | 1             |               |               |  |  |               |               |               |
|  | Gimnasia y Tiro (S) | 0                   | 0                   |   |                  |               |               |               |  |  |               |               |               |

## Tabla de descenso
| Pos  | Equipo              | 1992-93 | 1993-94 | 1994-95 | Total | PJ  | Promedio |
| ---- | ------------------- | ------- | ------- | ------- | ----- | --- | -------- |
| 1.º  | Estudiantes (LP)    | —       | —       | 65      | 65    | 42  | 1,548    |
| 2.º  | Colón               | 56      | 47      | 52      | 155   | 126 | 1,230    |
| 3.º  | Godoy Cruz          | —       | —       | 50      | 50    | 42  | 1,190    |
| 4.º  | Gimnasia y Tiro (S) | 51      | —       | 48      | 99    | 84  | 1,179    |
| 5.º  | Quilmes             | 45      | 55      | 45      | 145   | 126 | 1,151    |
| 6.º  | San Martín (T)      | —       | 47      | 48      | 95    | 84  | 1,131    |
| 7.º  | Atlético de Rafaela | 43      | 42      | 54      | 139   | 126 | 1,103    |
| 8.º  | All Boys            | —       | 45      | 45      | 90    | 84  | 1,071    |
| 9.º  | Nueva Chicago       | 44      | 46      | 41      | 131   | 126 | 1,040    |
| 10.º | Instituto           | 41      | 46      | 43      | 130   | 126 | 1,032    |
| 11.º | Unión               | 43      | 43      | 44      | 130   | 126 | 1,032    |
| 12.º | Arsenal             | 45      | 43      | 36      | 124   | 126 | 0,984    |
| 13.º | Almirante Brown     | 45      | 38      | 39      | 122   | 126 | 0,968    |
| 14.º | Deportivo Morón     | 35      | 45      | 41      | 121   | 126 | 0,960    |
| 15.º | Chacarita Juniors   | —       | —       | 40      | 40    | 42  | 0,952    |
| 16.º | Douglas Haig        | 34      | 41      | 45      | 120   | 126 | 0,952    |
| 17.º | Atlético Tucumán    | 42      | 45      | 32      | 119   | 126 | 0,944    |
| 18.º | Central Córdoba (R) | 46      | 34      | 39      | 119   | 126 | 0,944    |
| 19.º | Los Andes           | —       | —       | 39      | 42    | 42  | 0,929    |
| 20.º | Deportivo Italiano  | 48      | 36      | 32      | 116   | 126 | 0,921    |
| 21.º | Deportivo Laferrere | 40      | 39      | 23      | 102   | 126 | 0,810    |
| 22.º | Talleres (RE)       | 41      | 32      | 21      | 94    | 126 | 0,746    |

|  | Descendieron a la tercera categoría. |

Talleres (Remedios de Escalada), Dep. Laferrere y Deportivo Italiano descendieron a la Primera B Metropolitana por peor promedio en las últimas tres temporadas.